# Thaeides muela
Thaeides muela is een vlinder uit de familie van de Lycaenidae. De wetenschappelijke naam van de soort werd als Thecla muela in 1913 gepubliceerd door Dyar.

## Synoniemen
- Thecla dissentanea Draudt, 1919